# 派庫塞
派庫塞，是愛沙尼亞派爾努縣派尔努市镇内的集鎮，位於該國西南部，曾是原派庫塞市镇的行政中心，處於首都塔林以南120公里，海拔高度11米，2010年該集鎮人口1,996。